# Campionati europei di windsurf 2006
I Campionati europei di windsurf 2006 sono stati la 18ª edizione della competizione. Si sono svolti a Alaçatı, in Turchia.

## Medagliere
| Pos.   | Nazione     | Oro | Argento | Bronzo | Totale |
| ------ | ----------- | --- | ------- | ------ | ------ |
| 1      | Regno Unito | 1   | 1       | 0      | 2      |
| 2      | Spagna      | 1   | 0       | 0      | 1      |
| 3      | Paesi Bassi | 0   | 1       | 0      | 1      |
| 4      | Francia     | 0   | 0       | 2      | 2      |
| Totale | Totale      | 2   | 2       | 2      | 6      |

## Podi
| Evento    | Oro            | Argento        | Bronzo         |
| Maschile  | Nick Dempsey   | Joeri van Dijk | Nicolas Huguet |
| Femminile | Blanca Manchón | Bryony Shaw    | Pauline Perrin |